# Margherita di Foix-Candale
Margherita di Foix-Candale (Foix, 1473 – Castres, 9 agosto 1536) fu marchesa consorte di Saluzzo e reggente, in quanto moglie del  marchese Ludovico II.

## Biografia

### La contea di Foix

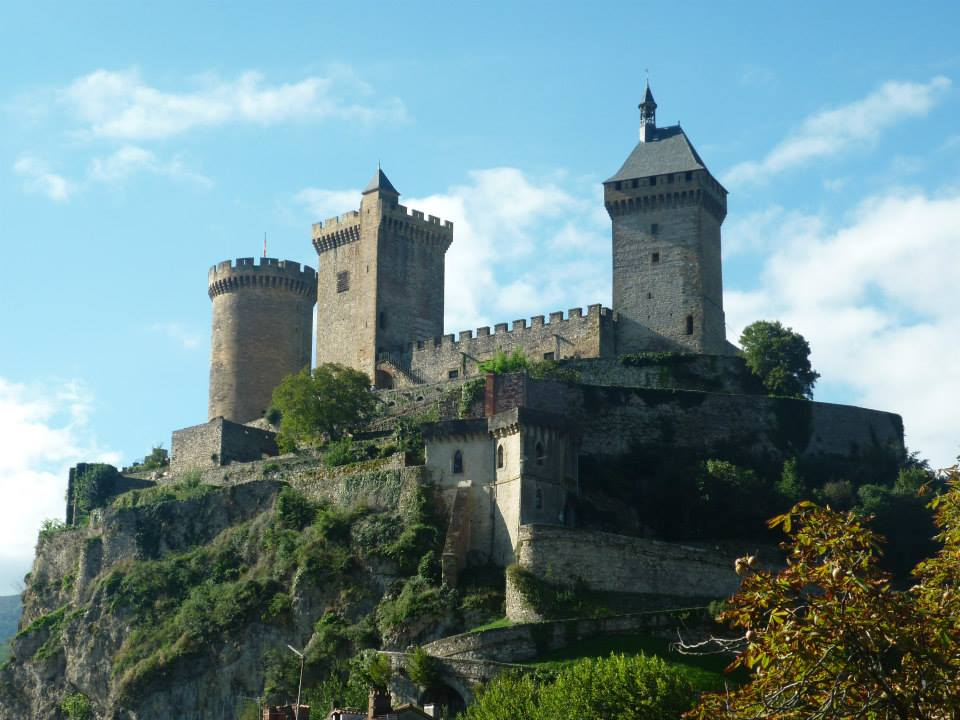
Il castello di Foix, dove nacque Margherita

Era la quarta dei sei figli di Jean de Foix-Candale (1414-1485), conte di Benauges, visconte di Castillon e di Meilles, captal de Buch e cavaliere dell'Ordine della Giarrettiera, e di Margaret de la Pole Suffolk (1426-1485), contessa di Candale. I suoi fratelli furono Gaston II (1448-1500), Jean, Catherine, Isabelle e Guillaume. Il padre Jean era l'erede di Gaston (+1453) e di Caterina di Francia (figlia del re Carlo VI); i nonni materni erano Thomas Kerdeston, Earl of Suffolk, ed Elizabeth de la Pole (sepolti nella chiesa di Castelnau de Médoc).
Nata nel castello di Foix e pronipote di un re di Francia, la diciannovenne Margherita poteva aspirare a un decoroso matrimonio. Nell'ottobre del 1492 arrivò a Foix proveniente dal marchesato di Saluzzo Gioffredo Caroli, con la proposta di matrimonio del marchese Ludovico II, di 52 anni e vedovo di Giovanna di Monferrato (da cui aveva avuto un'unica figlia, Margherita). Il contratto di matrimonio fu sottoscritto nel dicembre 1492.

### Marchesa consorte di Saluzzo
Margherita si mise in viaggio per Saluzzo, dove venne ricevuta come la nuova marchesa e risiedette nel castello, detto "La Castiglia", che il marito aveva fatto ampliare e ristrutturare per l'occasione. Il 20 marzo 1495 nacque il primogenito ed erede al trono Michele Antonio, conte di Carmagnola e suo prediletto, cui seguiranno, fino al 1501, quattro fratelli, di cui tre si avvicenderanno al potere.
La marchesa, ormai sicura di sé, incominciò a evidenziare il suo temperamento volitivo e autoritario, estendendo la propria influenza su tutti gli affari del marchesato; il consorte, riconoscendo tali doti, la nominò reggente in caso di sua assenza o morte.
Nell'estate 1502 giunse a Carmagnola la nipote Anna di Foix-Candale, figlia del fratello Gaston, che andava sposa al re d'Ungheria e Boemia Ladislao II; la zia marchesa l'accompagnò personalmente fino a Venezia.

### Marchesa madre e reggente
Il 27 gennaio 1504 si verificò un evento determinante per la vita di Margherita e del marchesato: il marito morì, per violente febbri, a Genova, all'età di 65 anni. La trentunenne vedova dichiarò pubblicamente di non volersi risposare e incaricò l'artista Antoine Morel di completare, nella chiesa di San Giovanni, la cappella funeraria per Ludovico II con l'artistico monumento gotico.
Margherita, pertanto, assunse la reggenza per il figlio Michele Antonio, di nove anni, diventando l'indiscussa arbitra degli affari pubblici saluzzesi, con una posizione di predominio che, tra successi, pause e sconfitte, mantenne fino alla morte. Confermò subito nell'incarico di consigliere e vicario Francesco Cavassa che, molto potente, abbellirà la sua casa, incaricando il pittore fiammingo Hans Clemer di eseguire la Pala della Madonna della Misericordia, in cui effigiare la famiglia marchionale. L'artista eseguirà anche, per volere di Margherita, gli affreschi della cappella del palazzo di Revello, sua residenza estiva preferita.

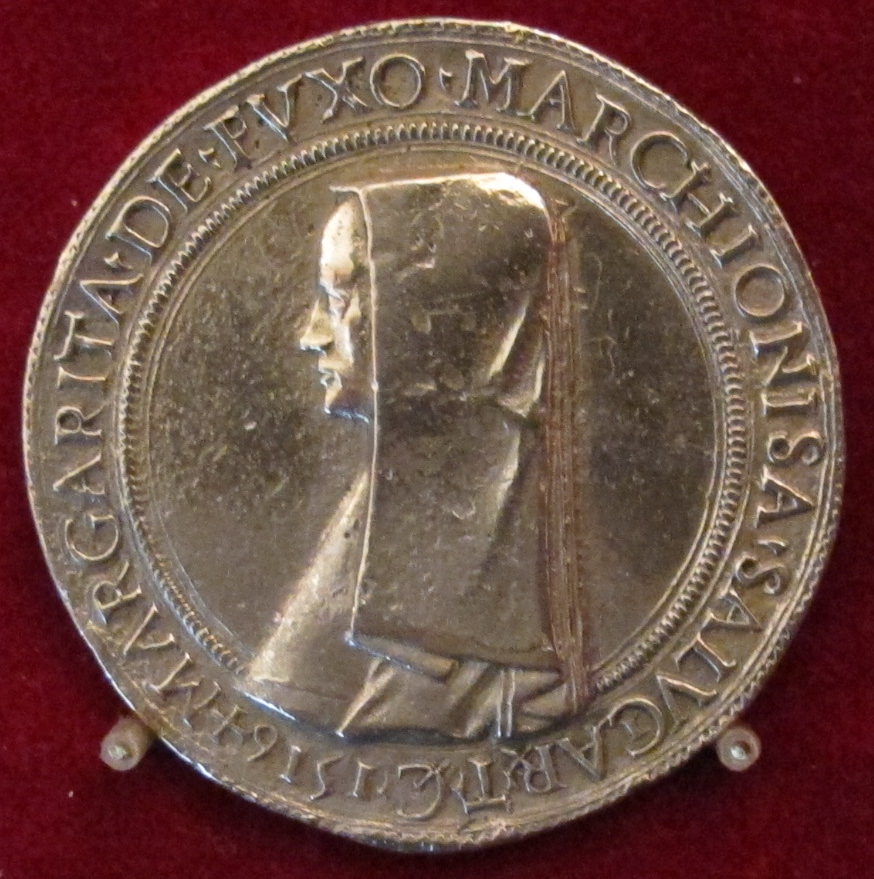
Medaglia con effigie di Margherita

Intanto il piccolo Stato era oppresso tra le rivendicazioni territoriali dei Savoia e della Francia. Margherita, ovviamente, si appoggiò al re di Francia, suo parente, e offrì personalmente alleanza politica e appoggio militare a Francesco I, in visita a Milano nel 1515. La marchesa mantenne il potere nonostante la raggiunta maggiore età del figlio, disinteressato agli affari di governo. Nel 1516 addirittura fece coniare dalla zecca di Carmagnola una moneta in cui appariva da sola con la scritta "Margherita De Fuxo, Marchesa di Saluzzo, Tutrix e Curatrix": in passato il suo profilo era sempre unito a quello del marito.
Nel 1522 l'esercito imperiale di Carlo V si avvicinava al marchesato e il comandante Prospero Colonna pretese dalla reggente 30.000 ducati e il giuramento di fedeltà. Margherita non cedette, ma l'incalzare degli avvenimenti la costrinse a riparare in Francia con il figlio. Rientrarono nel 1526, ma due anni dopo morì in Aversa Michele Antonio e gli succedette Giovanni Ludovico che non andava d'accordo con la madre in quanto l'aveva fatto imprigionare perché privilegiava gli interessi spagnoli.
Il defunto marchese fu tumulato nella chiesa romana di Ara Coeli: Margherita avrebbe desiderato che fosse sepolto in San Bernardino a Saluzzo, dove pensava di far erigere la propria tomba accanto a lui.
L'ultimo periodo di vita della marchesa fu caratterizzato da seri episodi di malcontento da parte dei sudditi e dalla tenace, ma vana lotta con gli altri figli per restare in ogni modo al potere.

### Gli ultimi anni

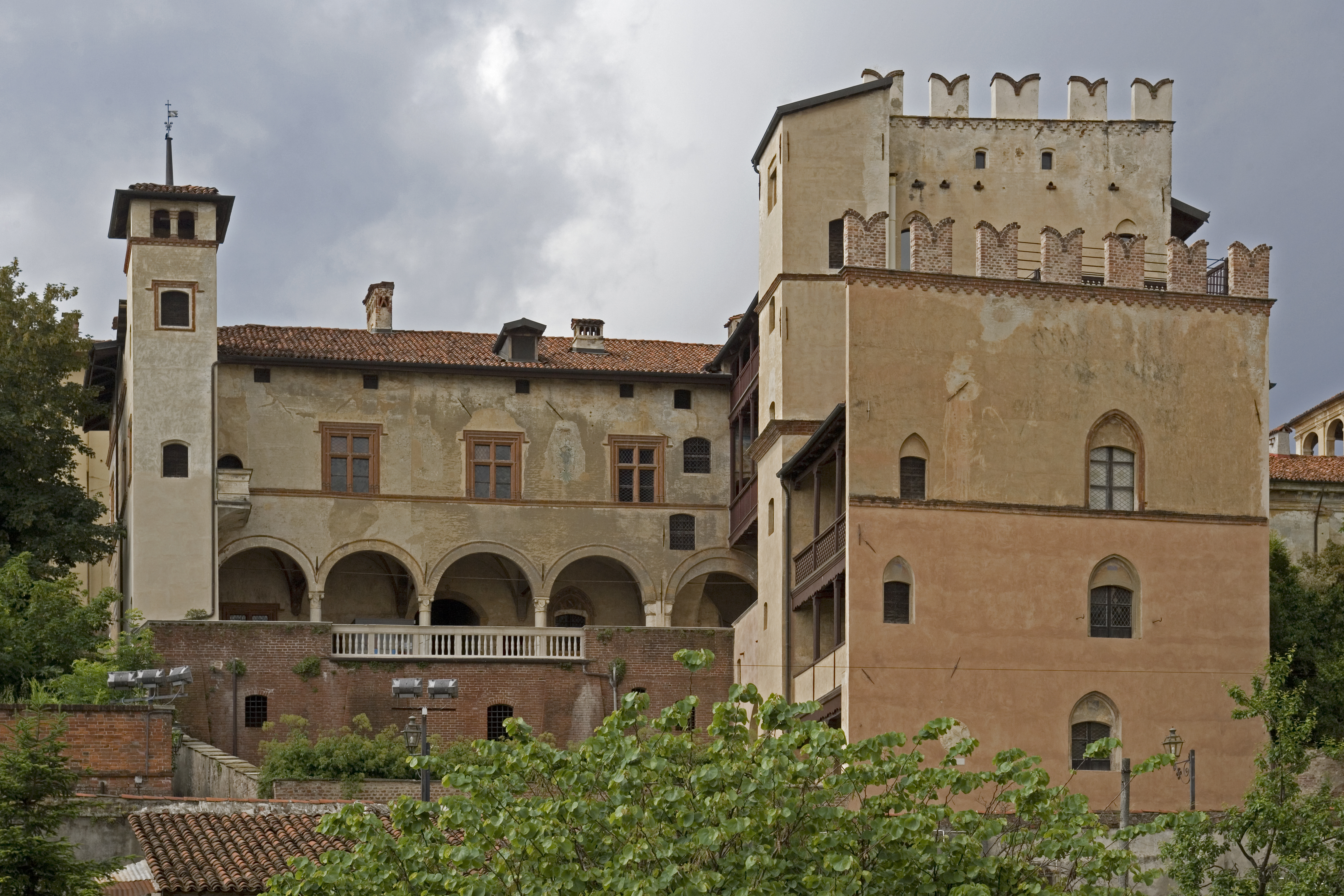
Casa Cavassa a Saluzzo

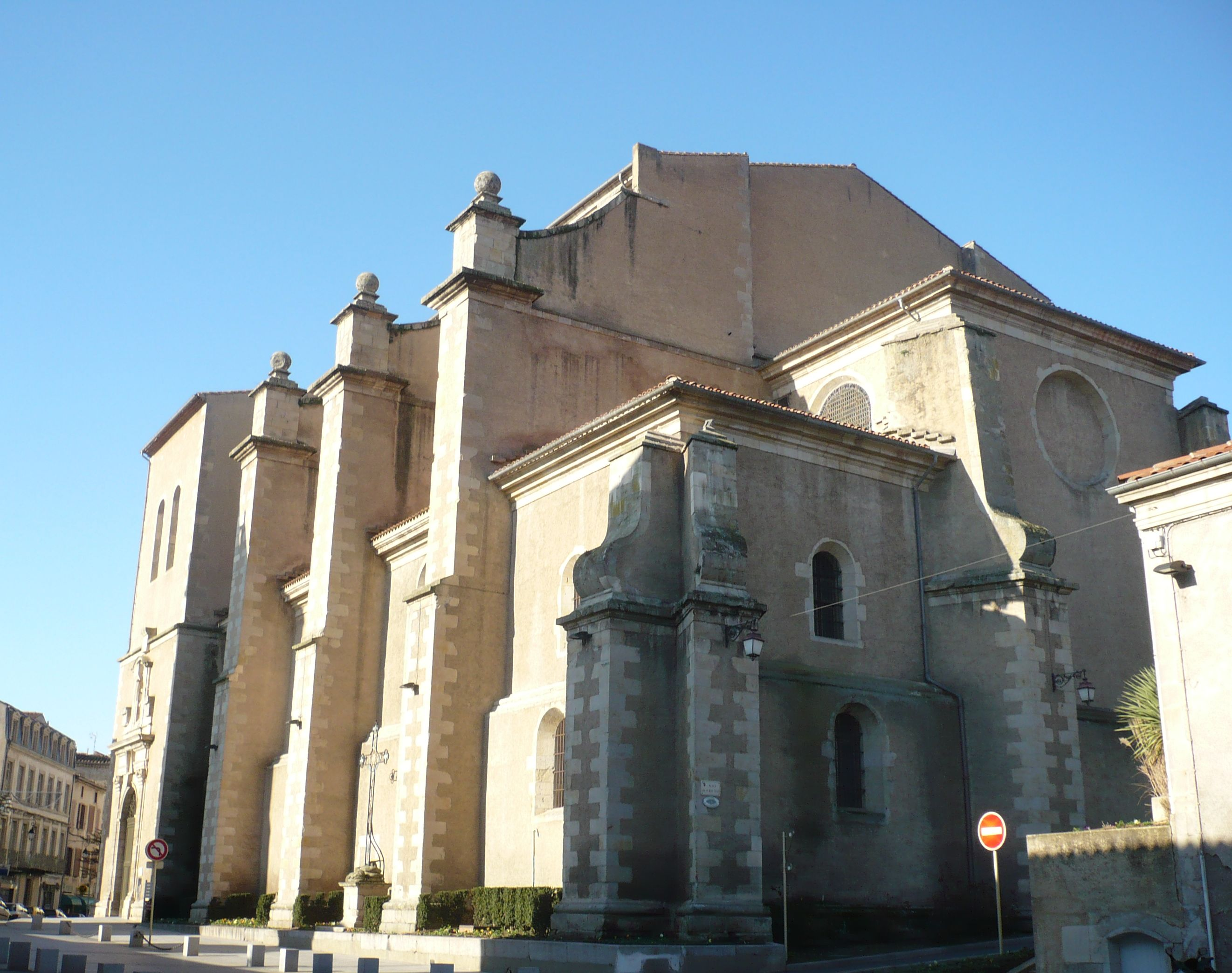
La cattedrale di Castres dove Margherita fu sepolta

Si recò di nuovo in Francia nel 1529 e, ritornata, si trasferì nell'amato castello di Revello. Nel 1531 le incomprensioni con i figli e le azioni aggressive dei Savoia la costrinsero, e sarà l'ultima volta, a riparare nella sua terra natale. La marchesa si ritirò nel castello di Castres, contea conferitale in usufrutto da Francesco I, dove il 9 agosto 1536 morì, all'età di 63 anni, senza più rivedere Saluzzo. Fu sepolta nella cattedrale di St. Benoît, a Castres, borgo situato nei Midi-Pirenei.
Dopo la scomparsa di Margherita regnarono nel marchesato Francesco e Gabriele. Questi, deposto il 23 febbraio 1548, fu assassinato il successivo 29 luglio e Saluzzo perse definitivamente l'indipendenza passando alla Francia, poi ai Savoia. Dei cinque figli di Margherita e di Ludovico II nessuno ebbe eredi. L'ultimo della dinastia fu Giovanni Ludovico, marchese solo per un anno, deceduto nel 1563 senza prole legittima.

## Discendenza
Da Ludovico II Margherita di Foix-Candale ebbe:
- Michele Antonio, conte di Carmagnola e marchese di Saluzzo dal 1504 al 1528.
- Giovanni Ludovico, marchese di Saluzzo, alla morte del fratello primogenito, dal 1528 al 1529.
- Francesco, marchese di Saluzzo dal 1529 al 1537.
- Adriano, morto precocemente nel 1501.
- Gabriele, fu l'ultimo marchese di Saluzzo, dal 1537 al 1548.